# Bridge duplicato
Il bridge duplicato è la variante più comune del gioco del bridge, usata principalmente nei club e nelle competizioni. Si chiama duplicato perché la stessa mano (vale a dire la stessa distribuzione di carte) viene duplicata in tutti i tavoli della sala. I giocatori si trovano quindi a giocare in concorrenza con altri che hanno le stesse identiche carte; in questo modo viene esaltato il confronto fra l'abilità dei giocatori e quasi completamente esclusa l'incidenza della fortuna.
Il bridge duplicato è alternativo alla partita libera nella quale ogni mano è una nuova distribuzione casuale e il punteggio dipende tanto dalle carte ricevute quanto dall'abilità dei giocatori.
Per garantire che la mano di ogni giocatore venga passata intatta al tavolo successivo, vengono utilizzati degli appositi astucci con quattro scompartimenti (indicati col termine inglese di boards). Il punteggio finale viene calcolato confrontando i punteggi di ciascuna coppia con le altre coppie che hanno giocato la stessa mano. Per facilitare il meccanismo della dichiarazione e ridurre il rumore nella sala, vengono usati degli appositi cartoncini (indicati col termine inglese di bidding box').
Nel bridge duplicato normalmente un giocatore gioca con lo stesso compagno per tutto un evento e i due formano una coppia. Ci sono due eccezioni: una competizione a squadre con cinque o sei elementi che si scambiano il compagno per segmenti della competizione, e i tornei individuali, in cui i giocatori scambiano il compagno ad ogni turno.
Per impedire che i giocatori si scambino volontariamente o involontariamente informazioni con cenni o espressioni del viso, nelle competizioni più importanti i tavoli sono attraversati da un sipario situato obliquamente in modo che i compagni non si vedano. La dichiarazione avviene passando attraverso una fessura un carrello contenente i cartoncini delle chiamate, mentre per il gioco della carta viene aperto un piccolo sportello che consente a tutti di vedere il centro del tavolo.

## Tipi di gioco

### Gioco a coppie
Nel gioco a coppie ogni mano viene giocata un certo numero di volte, dopo di ciò i risultati vengono confrontati. I punteggi vengono registrati su foglietti che seguono i board e che contengono anche l'indicazione di quali coppie Nord-Sud ed Est-Ovest lo hanno giocato. Il sistema più comune di punteggio è quello dei matchpoint, in altri casi viene invece usato il sistema IMP (International Match Point). 
Ogni coppia gioca contro diversi avversari a seconda del numero dei concorrenti. Nei tornei con un numero di tavoli fino a circa dodici, normalmente ogni coppia gioca con circa la metà degli avversari (movimento Mitchell); con un numero inferiore di tavoli, si può giocare con una percentuale superiore (movimento Howell). In ambiti di gioco più ampi il torneo può essere suddiviso in sezioni ciascuna delle quali segue il movimento Mitchell mentre la graduatoria è unica.
I tornei sono composti da turni nei quali un certo numero di distribuzioni, normalmente da una a quattro, viene giocato contro gli stessi avversari. Alla fine del turno i giocatori e le smazzate si muovono secondo un determinato meccanismo organizzato in modo che ogni coppia è opposta ogni volta ad avversari diversi e, ovviamente, gioca con carte diverse. 
In ogni sessione di gioco vengono giocate normalmente 20-28 mani. La maggior parte delle competizioni si svolge in una singola sessione, ma i tornei più importanti e i campionati comprendono spesso due o più sessioni.
Il movimento Mitchell è il più comune: ad ogni turno le coppie Nord-Sud rimangono ferme, mentre le coppie Est-Ovest si spostano al tavolo successivo e i bord vengono passati al tavolo precedente. Se il numero dei tavoli è dispari, dopo un giro completo ogni coppia Est-Ovest gioca smazzate diverse contro ogni coppia Nord-Sud. Se il numero dei tavoli è pari, per evitare di riavere le stesse carte, è necessario che intorno alla metà del torneo le coppie Est-Ovest si muovano di due tavoli. Il numero di tavoli più indicato è sette o nove, in modo che ogni coppia possa giocare quattro o tre smazzate rispettivamente contro ciascuno degli avversari della linea opposta.
Con un numero inferiore di tavoli è a volte usato il movimento Howell. Il movimento è piuttosto complicato e varia a seconda del numero di coppie. Ad ogni turno si muovono tutte le coppie e tutti i board seguendo le indicazioni di schede guida sistemate sui tavoli (in qualche caso una o due coppie possono rimanere ferme). Lo Howell può essere considerato in qualche modo più equo del Mitchell perché ogni coppia incontra tutte o quasi tutte le altre e non solo quelle situate sull'altra linea.
Se il numero delle coppie è dispari, è necessario che ad ogni turno una di esse riposi. In questi casi si simula l'esistenza di una coppia fittizia che viene collocata in modo da rimanere ferma (col sistema Mitchell quindi in Nord-Sud). Le coppie che osservano il turno di riposo (situate in est-ovest nel sistema Mitchell) ricevono un punteggio convenzionale (normalmente leggermente superiore alla media) per compensare il minor numero di mani giocate.
Alcune associazioni (per esempio la Federazione Italiana) organizzano regolarmente tornei simultanei, nell'ambito dei quali in sedi diverse vengono disputati vari tornei Mitchell tutti con smazzate identiche. In questo contesto le stesse smazzate possono essere giocate anche centinaia di volte e la classifica generale è determinata dal confronto fra i risultati ottenuti da una coppia con quelli di tutte le altre.
Il sistema danese prevede che le coppie si confrontino su un numero relativamente alto di mani (almeno 8) e che il punteggio venga attribuito col sistema degli IMP convertiti poi in victory points. Perché il risultato sia equo, è necessario che venga disputato un numero sufficientemente alto di incontri (auspicabilmente un intero girone all'italiana). Questo meccanismo è più adatto quindi a competizioni piuttosto lunghe (2-4 giorni) con un numero di coppie relativamente ridotto.

### Giochi a squadre
Nelle competizioni a squadre, le squadre sono composte da due coppie. Sono a volte ammesse squadre di cinque o sei giocatori, ma solo quattro vengono schierati in ogni turno di gioco. Le due coppie della squadra competono, su due tavoli situati in sale diverse, con le due coppie di un'altra squadra sedendo in direzioni opposte. Per esempio, se la squadra A siede in Nord-Sud in sala aperta e in Est-Ovest in sala chiusa, allora la squadra B siede in Est-Ovest in aperta e in Nord-Sud in chiusa. 
Le stesse mani sono giocate in ciascuna delle due sale, ma siccome le coppie che formano una squadra siedono su linee opposte, si troveranno a giocare con le carte scambiate. Si immagini ad esempio che la squadra A incontri la squadra B: la prima volta che la mano viene giocata, una coppia della squadra A prende le carte di Nord-Sud e una coppia della squadra B quelle di Est-Ovest; quando la mano viene giocata la seconda volta, viene giocata dalle altre due coppie, ma questa volta la coppia della squadra A avrà le carte di Est-Ovest e quella della squadra B le carte di Nord-Sud.
Di solito viene giocato un numero elevato di mani (12-24, che possono ridursi a 6-8 nel sistema svizzero o arrivare a 48 o anche più nelle competizioni a eliminazione diretta).
Le carte vengono smazzate tutte all'inizio del tempo di gioco, metà in sala aperta e metà in sala chiusa. Dopo che sono state giocate una prima volta, vengono poi scambiate con i loro astucci e vengono giocate una seconda volta. Il punteggio si ottiene confrontando i risultati ottenuti le due volte. Per esempio se una coppia della squadra A ha ottenuto +1000 la prima volta e l'altra coppia ha ottenuto -980 la seconda, il risultato netto della squadra A per quella mano è +20
Il punteggio complessivo dell'incontro può essere calcolato in vari modi. I più frequenti sono il punteggio IMP e il Board-a-match:
- con il metodo IMP il risultato netto ottenuto in ciascuna mano viene convertito con una tabella che comprime le maggiori differenze; spesso la differenza totale viene ulteriormente convertita in Victory points che vengono sommati per determinare la classifica generale;
- col Board-a-match ciascuna mano ha lo stesso peso e può essere vinta, persa o pareggiata.

Talvolta possono essere usati anche sistemi misti.

### Giochi individuali
Un torneo individuale si ha accoppiando i giocatori con un diverso compagno ad ogni turno di gioco. Di solito viene utilizzato il punteggio a matchpoint, ma talvolta è usato anche quello a IMP. Esistono diversi sistemi per assegnare il compagno; spesso i giocatori sono divisi in quattro gruppi (che siederanno ai diversi punti cardinali) formati in modo da far sì che le coppie comprendano in ugual misura giocatori più o meno esperti.
Le gare individuali sono piuttosto difficili da organizzare e richiedono che i giocatori si adattino con frequenza a compagni diversi. Inoltre il risultato dipende dalla fortuna in misura maggiore che in altre competizioni dato che un buon giocatore spesso non può far molto quando accompagnato da uno cattivo, specialmente se la mano è difficile. Per questo motivo sono generalmente meno apprezzati e disputati meno frequentemente.

## Punteggio

### Punteggio a matchpoint
Il sistema più comune nei tornei a coppie è quello a matchpoint. Per ogni mano, nel calcolo finale la coppia riceve 2 matchpoint per ogni altra che ha ottenuto un punteggio inferiore e 1 punto per ognuna che ha avuto lo stesso punteggio.
In altre parole se una mano è stata giocata n volte e i risultati ottenuti sono tutti diversi, alla coppia che ha il risultato più alto vengono attribuiti 2*(n-1) punti, alla successiva due punti in meno e così via fino all'ultima che riceve 0 punti. Nel caso che due o più coppie abbiano lo stesso risultato, si suddividono fra loro i relativi punti. 
(Se, per esempio, le coppie A B C D hanno segnato in una mano 420, 400, 400, -50, i punteggi riportati saranno rispettivamente 6,3,3,0). Colloquialmente il punteggio migliore è detto un "top" e il peggiore un "bottom".
Se le mani sono state giocate un numero diverso di volte o se vengono assegnati punteggi arbitrali, è necessario applicare degli algoritmi di compensazione che possono portare a risultati decimali.
Per determinare la classifica vengono totalizzati i matchpoint ottenuti da ciascuna coppia nelle varie mani. I risultati sono normalmente rappresentati in forma di percentuale del massimo teorico. In pratica per vincere un torneo è necessario un punteggio di 60-65%.
Nei giochi Board-a-match, i punteggi sono calcolati nello stesso modo, ma, siccome la mano è stata giocata solo due volte, i soli risultati possibili sono 2 (vittoria), 1 (pareggio) e 0 (sconfitta).

### Punteggio IMP
Col punteggio IMP (International Match Points) ogni risultato individuale viene sottratto da un altro.  La differenza è convertita in IMP usando una specifica tabella. I punti attribuiti non sono proporzionali alla differenza di punteggio poiché la tabella è fatta in modo da ridurre l'impatto delle differenze più grandi ("swing").
Il risultato da comparare è ottenuto nel modo seguente:
- nelle competizioni a squadre è il risultato dell'altro tavolo;
- nelle competizioni a coppie può essere:
  - un valore di riferimento ottenuto attraverso la media o la mediana dei risultati (eventualmente escludendo i migliori e i peggiori);
  - ogni risultato ottenuto delle altre coppie (eventualmente escludendo i migliori e i peggiori)

#### IMP Table
| 0   | 10  | 0 | 370  | 420  | 9  | 1750       | 1990       | 18 |
| 20  | 40  | 1 | 430  | 490  | 10 | 2000       | 2240       | 19 |
| 50  | 80  | 2 | 500  | 590  | 11 | 2250       | 2490       | 20 |
| 90  | 120 | 3 | 600  | 740  | 12 | 2500       | 2990       | 21 |
| 130 | 160 | 4 | 750  | 890  | 13 | 3000       | 3490       | 22 |
| 170 | 210 | 5 | 900  | 1090 | 14 | 3500       | 3990       | 23 |
| 220 | 260 | 6 | 1100 | 1290 | 15 | 4000 o più | 4000 o più | 24 |
| 270 | 310 | 7 | 1300 | 1490 | 16 |            |            |    |
| 320 | 360 | 8 | 1500 | 1740 | 17 |            |            |    |

### Punteggio e tattica
Il tipo di punteggio influisce in maniera significativa sulla tattica di gioco. Per esempio, col sistema a matchpoint fare una presa in più che nessun altro ha ottenuto dà lo stesso risultato (un "top") di uno slam che nessun altro ha chiamato, mentre col sistema IMP la differenza è di 1 IMP nel primo caso e di 11 o 13 IMP (500 o 750 punti) nel secondo.
In generale il punteggio a matchpoint richiede un approccio più "vivace" mentre il punteggio IMP richiede più accuratezza e delicatezza.
- Matchpoint
  - le prese in più sono importanti
  - i "giochi di sicurezza" sono spesso dimenticati per la caccia alle prese in più
  - vengono evitate manche e slam poco probabili
  - i contratti di sacrificio sono più frequenti (per esempio vale la pena perdere 500 punti su un contro per evitare i 620 punti di una manche degli avversari)
  - i "contro" sono più frequenti poiché aumentano il valore della penalità (per esempio 200 punti ottenuti battendo di una presa un contratto parziale degli avversari sono migliori di ogni possibile parziale)
  - è importante giocare nei semi nobili e a senza atout perché si possono ottenere 10 o 20 punti in più.
- IMP
  - le prese in più non sono importanti e non vale la pena di rischiare il premio di manche (300-500 punti) per guadagnarne 30
  - i "giochi di sicurezza" sono importanti per la stessa ragione
  - si chiamano spesso manche e slam poco probabili; chiamare una manche col 40-45% di probabilità o uno slam col 50% costituisce una scommessa equa tenendo conto dei punti che possono essere fatti o persi
  - i sacrifici sono meno frequenti perché comportano molti rischi
  - i "contro" sono meno frequenti in quanto rischiosi (anche perché possono mettere in guardia il dichiarante su una cattiva distribuzione e fargli mantenere un contratto che diversamente avrebbe perso).

#### Confronto con la partita libera
Il bridge duplicato, specialmente nel gioco a matchpoint, differisce notevolmente dalla partita libera: mentre lo scopo della partita libera è di vincere più punti della coppia con cui si sta giocando, nel bridge duplicato lo scopo è di fare meglio delle altre coppie che hanno le stesse carte. Per questo motivo la strategia è differente. Nella partita libera (come nel gioco a IMP) 30 punti sopra la riga per una presa in più sono poco importanti e non vale la pena di rischiare per ottenerli; nel gioco a matchpoint invece i 30 punti possono rappresentare la differenza fra un top e una mano media.
In partita libera una perdita di 800 punti è disastrosa, ma in un gioco a matchpoint non è peggio di un altro punteggio da bottom.
Il gioco a IMP rappresenta una via di mezzo. Grosse penalizzazioni sono peggio di piccole, ma una differenza di 30 punti è poco importante.
Un'altra differenza importante si ha nella chiamata di contratti parziali. Nel bridge duplicato una volta che una coppia si accorge che sta giocando per un parziale, il suo obiettivo è di mantenersi al minimo livello, in partita libera può essere invece desiderabile chiamare una presa in più per segnare dei punti in più sotto la riga.
Il bridge duplicato ha inoltre il vantaggio di compensare il ruolo della sfortuna. Una coppia che ha avuto per un'intera serata delle carte pessime può comunque ottenere il risultato migliore se riesce a giocare quelle carte meglio di quanto hanno fatto gli avversari.